# ITGB3BP
ITGB3BP (англ. Integrin subunit beta 3 binding protein) – білок, який кодується однойменним геном, розташованим у людей на короткому плечі 1-ї хромосоми.  Довжина поліпептидного ланцюга білка становить 177 амінокислот, а молекулярна маса — 20 194.
| 10         |  | 20         |  | 30         |  | 40         |  | 50         |
| ---------- |  | ---------- |  | ---------- |  | ---------- |  | ---------- |
| MPVKRSLKLD |  | GLLEENSFDP |  | SKITRKKSVI |  | TYSPTTGTCQ |  | MSLFASPTSS |
| EEQKHRNGLS |  | NEKRKKLNHP |  | SLTESKESTT |  | KDNDEFMMLL |  | SKVEKLSEEI |
| MEIMQNLSSI |  | QALEGSRELE |  | NLIGISCASH |  | FLKREMQKTK |  | ELMTKVNKQK |
| LFEKSTGLPH |  | KASRHLDSYE |  | FLKAILN    |  |            |  |            |

A: Аланін

C: Цистеїн

D: Аспарагінова кислота

E: Глутамінова кислота

F: Фенілаланін

G: Гліцин

H: Гістидин

I: Ізолейцин

K: Лізин

L: Лейцин

M: Метіонін

N: Аспарагін

P: Пролін

Q: Глутамін

R: Аргінін

S: Серин

T: Треонін

V: Валін

Кодований геном білок за функціями належить до репресорів, активаторів, фосфопротеїнів. 
Задіяний у таких біологічних процесах як апоптоз, транскрипція, регуляція транскрипції, клітинний цикл, поділ клітини, мітоз, поліморфізм, альтернативний сплайсинг. 
Локалізований у цитоплазмі, ядрі, хромосомах, центромерах, кінетохорі.